# Shkhara
Shkhara (in georgiano შხარა?; in russo Шхара, Šchara?; in lingua caraciai-balcara: Ушхара) è un picco montuoso nella parte centrale della catena principale del Caucaso, con i suoi 5193 metri è il suo punto più alto ed è anche la montagna più alta della Georgia. Si trova tra la Svanezia (Georgia) a sud e la Cabardino-Balcaria (Russia) a nord. È anche la terza vetta più alta della Russia.

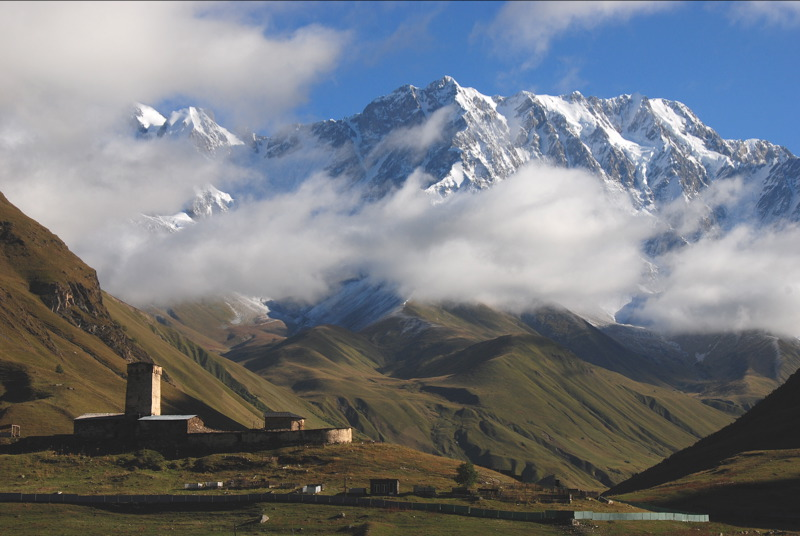
Lo Shkhara visto da Ushguli (Svanezia)

## Geografia
Lo Shkhara fa parte di una catena montuosa lunga 13 chilometri conosciuta come il «Muro di Bezengi» e si trova circa 90 km a nord di Kutaisi, la seconda città della Georgia. Il massiccio conta tre distinte vette: 
- Shkhara Occidentale (5068,8 m)
- Shkhara Principale (5193,2 m)
- Shkhara Orientale (4866,5 m)

È composto da graniti e scisti cristallini. I pendii sono ricoperti di ghiacciai: sul versante settentrionale si trova il ghiacciaio Bezengi, sul versante meridionale il ghiacciaio Shkhara, da cui ha in parte origine il fiume Inguri.
Ai piedi delle pendici meridionali dello Shkhara, a un'altitudine di 2200 m sul livello del mare, si trova il villaggio di Ushguli (municipalità di Mest'ia), inserito nella lista del patrimonio mondiale dell'UNESCO.